# هیسپانیا بایتیکا (استان رومی)
هیسپانیا بائتیکا (به لاتین: Hispania Baetica) یکی از استان‌های روم بود که در کنار هیسپانیا تاراکوننسیس و هیسپانیا لوسیتانیا، قلمرو رومی اسپانیا را تشکیل می‌داد و در سال ۲۷ میلادی توسط آگوستوس بنیان‌گذارده شد.
این ایالت (استان) در بخش جنوبی شبه‌جزیره ایبری واقع بود و در همسایگی اندلس امروزی قرار داشت و پایتخت آن کوردوبا بود. این استان جزو استان‌های سناتوری بود و یک پرایتور بر آن حکومت می‌کرد.